# All That You Can’t Leave Behind
All That You Can’t Leave Behind (с англ. — «Всё, что ты не можешь оставить позади») — десятый студийный альбом ирландской рок-группы U2, выпущенный в октябре 2000 года.
Альбом был продан в количестве 12 миллионов копий, получил одобрение критики и выиграл 7 премий Грэмми. 12 февраля 2004 года Американская ассоциация звукозаписывающих компаний присвоила альбому четырежды платиновый статус. All That You Can’t Leave Behind находится на 280-м месте в списке 500 лучших альбомов всех времён по версии журнала Rolling Stone.

## История создания
На протяжении 1990-х U2 экспериментировали с альтернативной рок-музыкой и электронной танцевальной музыкой, кульминацией которой стал их альбом Pop и сопровождавщий его PopMart Tour. Однако после плохих отзывов альбома и тура группа пожелала вернуться к аранжировкам песен, которые почти полностью состояли из гитары, баса и барабанов. Вскоре после окончания тура группа собралась в студии и воссоединилась с продюсерами Брайаном Ино и Даниэлем Лануа, ранее работавшими над альбомами U2 The Unforgettable Fire, The Joshua Tree и Achtung Baby.
Участие Bono в кампании Jubilee 2000 помешало ему посвятить все свое время записи альбома, что, по мнению Эно, было отвлечением. Также был двухмесячный перерыв в сессиях, когда Боно сотрудничал с Лануа и Хэлом Уилнером в создании саундтрека к фильму Отель «Миллион долларов».
Летом 1999 года басист Адам Клейтон и барабанщик Ларри Маллен-младший купили дома на юге Франции, чтобы быть рядом с домами Боно и Эджа, для совместной «работы и игры». В том же году из машины Боно, которая была припаркована возле отеля The Clarence, принадлежащего ему и Эджу, была похищена сумка с личными документами и ноутбук с текстами песен для альбома. Боно предложил вознаграждение в размере 2000 фунтов за возвращение компьютера. Местный житель вернул ноутбук после того, как купил его за 300 фунтов, посчитав, что от авторитетного источника. Он понял, что это ноутбук Боно, когда увидел на экране фотографию сына певца Элайджи, это и заставило его связаться с менеджментом U2.
Группа утверждала, что All That You Can not Leave Behind станет альбомом, который признал прошлое группы. Например, во время написания и записи «Beautiful Day» произошли большие дебаты среди участников группы; Эдж играл с гитарным тембром, который не использовал со времён альбома War (1983), группа захотела чего-то более дальновидного.

### Обложка
Фотография для обложки альбома была сделана давним другом и фотографом группы, Антоном Корбейном, в терминале Roissy Hall 2F парижского аэропорта «Шарль Де Голль». В ранней версии обложки, выпущенной для прессы, на табличке присутствовала надпись «F21-36», однако потом ее сменили на «J33-3», как отсылку к Библии, книге Иеремии 33:3, «Воззови ко Мне — и Я отвечу тебе, покажу тебе великое и недоступное, чего ты не знаешь». Боно упоминал об этих числах, как о телефонном номере Бога. Слова «3:33 when the numbers fell off the clock face» так же присутствует в песне «Unknown Caller» с альбома No Line on the Horizon (2009).

### Особенности композиции альбома
Альбом рассматривается как возвращение к традиционному звучанию группы после более экспериментальных записей 1990-х.
- «Kite». Идея песни пришла к Боно, когда он играл вместе с дочерьми с «воздушным змеем» на холме недалеко от пляжа Киллини. Только что взлетевший змей однако вскоре врезался в землю и разочарованые дети вернулись в дом, чтобы играть в видеоигры, в то время как Боно остался один на холме[6]. Эдж помог Боно в написании текстов и почувствовал, что речь идет об эмоционально сдержанном отце Боно, Бобе Хьюсоне, который в то время умирал от рака[6].
- «When I Look At The World». По словам Боно эта композиция о вере человека, обеспокоенного трагедией. Также «When I Look At The World» была посвящена жене Боно Али Хьюсон, которая отверженно заботилась о жертвах Чернобыля[7].

## Релиз и промо
После сравнительно плохого приема их предыдущего альбома Pop, U2 неоднократно заявляли, что «повторно подают заявку на работу… лучшей группы в мире».
За первую неделю после релиза было продано более 427 826 экземпляров. All That You Can’t Leave Behind дебютировал на вершинах альбомных чартов в 32 странах. All That You Can’t Leave Behind — четвертый самый продаваемый альбом U2 с общим объемом продаж более 12 миллионов экземпляров.

### Синглы и видеоклипы
Лид-синглом из альбома стал трек «Beautiful Day». Сингл достиг первого места в чартах синглов Австралии, Канады, Великобритании, Нидерландов и Ирландии. В клипе на «Beautiful Day» группа ходит по парижскому аэропорту «Шарль де Голль», между этим показаны сцены, где группа играет на взлётно-посадочной полосе, над их головами пролетают самолёты, взлетающие и идущие на посадку.
Четвертый и последний сингл альбома, «Walk On», был выпущен 19 ноября 2001 года. Песня изначально была написана и посвящена Аун Сан Су Чжи, но после терактов 11 сентября она обрела новое значение для слушателей. Для сингла было создано два клипа. Первый был снят в Рио-де-Жанейро.

### Концертные выступления
В поддержку альбома группа организовала тур Elevation Tour. начался 24 марта 2001 года с двухдневного пребывания в National Car Rental Center недалеко от Форт-Лодердейла, Флорида и закончился 2 декабря 2001 года в Майами, Флорида на стадионе American Airlines Arena. Тур включал 113 концертов и был разделён на три части: Северная Америка — Европа — Северная Америка.
За тур группа заработала 110 млн долларов.

## Реакция критиков
| Совокупная оценка    | Совокупная оценка |
| Источник             | Оценка            |
| -------------------- | ----------------- |
| Metacritic           | 79/100            |
| Оценки критиков      |                   |
| Источник             | Оценка            |
| Allmusic             | [ 10 ]            |
| Entertainment Weekly | A                 |
| The Guardian         | [ 12 ]            |
| Hot Press            | 11/12             |
| NME                  | [ 14 ]            |
| Pitchfork Media      | [ 15 ]            |
| Q                    | [ 16 ]            |
| Rolling Stone        | [ 17 ]            |

В целом альбом получил положительные отзывы от критиков. На агрегаторе Metacritic альбом получил 79 балла на основе 17 рецензий. Стивен Томас Эрлевайн из AllMusic отметил возвращение U2 к «щедрому духу, протекавшему через их лучшие записи 80-х» и назвал All That You Can’t Leave Behind «умной и искусной записью, наполненной изящными поворотами в аранжировках, небольшими звуковыми деталями и красками». Стивен Томпсон был менее восторженным в своем обзоре для The A.V. Club и посчитал альбом непоследовательным «с точки зрения исполнения, он разделяет 50-50 между стремительными хитами и удручающими промахами». Адам Свитинг из The Guardian чувствовал что группа «уловила значение простоты» и создала свою самую доступную и самую эмоциональную запись со времён Achtung Baby. В своём обзоре для The Village Voice Роберт Кристгау чувствовал, что альбом сторонился более вычурных тенденций предыдущей работы U2 в пользу броских поп-песен.
Стив Морс из The Boston Globe сказал, что в альбоме «есть отличные песни, которые прекрасно сочетаются друг с другом — это долгожданное изменение от разрозненной природы таких работ U2, как Zooropa (1993) и Pop (1997)». Он считал, что Боно проявлял особую осторожность в создании текстов песен, в результате чего получались «самые вдумчивые, личные и нежные песни U2». Сергей Степанов («Афиша Daily») в своём обзоре творчества группы назвал альбом переломным, отметив отход U2 от экспериментов к «каноническому» звучанию, но счёл вторую сторону пластинки слабейшей во всей их дискографии.
| Q             | Великобритания | «Лучшие альбомы 2000 года»                       | Без рейтинга |        |
| Hot Press     | Ирландия       | «250 величайших ирландских альбомов всех времен» | 63           |        |
| Rolling Stone | США            | «10 лучших альбомов 2000 года»                   | 2            |        |
| Rolling Stone | США            | «100 лучших альбомов 2000-х»                     | 13           | [ 19 ] |
| Rolling Stone | США            | «500 величайших альбомов всех времён»            | 280          | [ 20 ] |
| Spin          | США            | «20 лучших поп-альбомов 2000 года»               | 20           |        |

## Список композиций
Вся музыка написана U2.
| №                   | Название                                                                                        | Текст песни         | Продюсеры                       | Длительность |
| ------------------- | ----------------------------------------------------------------------------------------------- | ------------------- | ------------------------------- | ------------ |
| 1.                  | «Beautiful Day» (Чудесный день)                                                                 | Боно                | Лануа, Ино, Лиллиуайт           | 4:06         |
| 2.                  | «Stuck in a Moment You Can't Get Out Of» (Застрял в мгновении, из которого не можешь выбраться) | Боно, Эдж           | Лануа, Ино                      | 4:32         |
| 3.                  | «Elevation» (Подъём)                                                                            | Боно                | Лануа, Ино                      | 3:49         |
| 4.                  | «Walk On» (Иди)                                                                                 | Боно                | Лануа, Ино, Лиллиуайт           | 4:55         |
| 5.                  | «Kite» (Воздушный змей)                                                                         | Боно, Эдж           | Лануа, Ино                      | 4:25         |
| 6.                  | «In a Little While» (Скоро)                                                                     | Боно                | Лануа, Ино, Станнард и Галлахер | 3:39         |
| 7.                  | «Wild Honey» (Дикий мёд)                                                                        | Боно                | Лануа, Ино                      | 3:47         |
| 8.                  | «Peace on Earth» (Мир на Земле)                                                                 | Боно                | Лануа, Ино, Хеджес              | 4:46         |
| 9.                  | «When I Look at the World» (Когда я смотрю на мир)                                              | Боно, Эдж           | Лануа, Ино                      | 4:15         |
| 10.                 | «New York» (Нью-Йорк)                                                                           | Боно                | Лануа, Ино                      | 5:30         |
| 11.                 | «Grace» (Грейс)                                                                                 | Боно                | Лануа, Ино                      | 5:31         |
| Общая длительность: | Общая длительность:                                                                             | Общая длительность: | Общая длительность:             | 49:05        |

## Участники записи
U2
- Боно — вокал, гитара, синтезатор (2)
- Эдж — гитара, пианино, синтезатор (3), бэк-вокал, скрипка (5)
- Адам Клейтон — бас-гитара
- Ларри Маллен-мл. — ударные, перкуссия

Приглашённые музыканты
- Пол Барретт — медные духовые (2)

Продюсирование, звукозапись и дизайн
- Брайан Ино — продюсирование, сведение, программирование, синтезатор, бэк-вокал (5)
- Даниэль Лануа — продюсирование, сведение, гитара (2, 6, 7, 9-11), бэк-вокал (5)
- Стив Лиллиуайт — сопродюсер (1, 4), сведение (1, 4)
- Ричард Рейни — звукорежиссёр (1-7, 9-11), сведение (5, 7)
- Тим Палмер — сведение (2, 3, 10)
- Арни Акоста — мастеринг
- Антон Корбейн — фотограф
- Стив Аверилл — дизайн

## Позиции в чартах и сертификации
| Чарт               | Высшая позиция |
| ------------------ | -------------- |
| Австралия          | 1              |
| Австрия            | 1              |
| Аргентина          | 2              |
| Бельгия (Фландрия) | 1              |
| Бельгия (Валлония) | 1              |
| Великобритания     | 1              |
| Венгрия            | 1              |
| Германия           | 1              |
| Греция             | 5              |
| Дания              | 1              |
| Европа             | 2              |
| Ирландия           | 1              |
| Испания            | 1              |
| Италия             | 1              |
| Канада             | 1              |
| Нидерланды         | 1              |
| Новая Зеландия     | 1              |
| Норвегия           | 1              |
| Польша             | 1              |
| Португалия         | 1              |
| США                | 3              |
| Финляндия          | 1              |
| Франция            | 1              |
| Швейцария          | 2              |
| Швеция             | 1              |
| Япония             | 6              |

| Страна                 | Сертификация |
| ---------------------- | ------------ |
| Финляндия (IFPI)       | Золотой      |
| Аргентина (CAPIF)      | Золотой      |
| Венгрия (Mahasz)       | Золотой      |
| Дания (IFPI)           | 2×Платиновый |
| Мексика (AMPROFON)     | Платиновый   |
| Швеция (IFPI)          | Платиновый   |
| Испания (PROMUSICAE)   | 3×Платиновый |
| Австрия (IFPI)         | Платиновый   |
| Германия (BVMI)        | 3×Золотой    |
| Австралия (ARIA)       | 5×Платиновый |
| Канада (Music Canada)  | 5×Платиновый |
| Новая Зеландия (RIANZ) | 3×Платиновый |
| Польша (ZPAV)          | Золотой      |
| США (RIAA)             | 4×Платиновый |
| Великобритания (BPI)   | 3×Платиновый |
| Франция (SNEP)         | Платиновый   |
| Швейцария (IFPI)       | 2×Платиновый |

## Награды и номинации
| Год  | Награда                | Номинированная работа                    | Категория                                          | Результат | Источник |
| ---- | ---------------------- | ---------------------------------------- | -------------------------------------------------- | --------- | -------- |
| 2001 | MTV Video Music Awards | «Beautiful Day»                          | Видео года                                         | Номинация |          |
| 2001 | MTV Video Music Awards | «Elevation (Tomb Raider Mix)»            | Лучшее видео группы                                | Номинация |          |
| 2001 | MTV Video Music Awards | «Elevation (Tomb Raider Mix)»            | Лучшее видео саундтрека                            | Номинация |          |
| 2001 | MTV Video Music Awards | «Elevation (Tomb Raider Mix)»            | Лучшие спецэффекты в видео                         | Номинация |          |
| 2001 | MTV Video Music Awards | «Elevation (Tomb Raider Mix)»            | Лучший монтаж                                      | Номинация |          |
| 2001 | Премия Айвора Новелло  | «Beautiful Day»                          | Лучшая современная песня                           | Номинация | [ 56 ]   |
| 2001 | «Грэмми»               | «Beautiful Day»                          | Лучшая запись года                                 | Победа    |          |
| 2001 | «Грэмми»               | «Beautiful Day»                          | Лучшая песня года                                  | Победа    |          |
| 2001 | «Грэмми»               | «Beautiful Day»                          | Лучшее вокальное рок-исполнение дуэтом или группой | Победа    |          |
| 2002 | «Грэмми»               | All That You Can't Leave Behind          | Лучший альбом года                                 | Номинация |          |
| 2002 | «Грэмми»               | All That You Can't Leave Behind          | Лучший рок-альбом                                  | Победа    |          |
| 2002 | «Грэмми»               | «Elevation»                              | Лучшее вокальное рок-исполнение дуэтом или группой | Победа    |          |
| 2002 | «Грэмми»               | «Elevation»                              | Лучшая рок-песня                                   | Номинация |          |
| 2002 | «Грэмми»               | «Stuck in a Moment You Can't Get Out Of» | Лучшая песня года                                  | Номинация |          |
| 2002 | «Грэмми»               | «Stuck in a Moment You Can't Get Out Of» | Лучшее вокальное поп-исполнение дуэтом или группой | Победа    |          |
| 2002 | «Грэмми»               | «Walk On»                                | Лучшая запись года                                 | Победа    |          |
| 2002 | «Грэмми»               | «Walk On»                                | Лучшая рок-песня                                   | Номинация |          |
| 2002 | «Грэмми»               | «Walk On»                                | Лучшее вокальное рок-исполнение дуэтом или группой | Номинация |          |
| 2002 | Премия Айвора Новелло  | «Walk On»                                | Лучшая песня музыкально и текстово                 | Победа    | [ 57 ]   |